# Đô đốc hạm đội (Liên Xô)
Đô đốc hạm đội (tiếng Nga: Адмирал флота, Admiral flota) là cấp bậc hải quân cao nhất của Hải quân Liên Xô từ 1940 đến 1955 và cao thứ hai từ 1962 đến 1991.

## Lịch sử
Lịch sử hình thành của cấp bậc này khá rắc rối và khó hiểu. Nó được tạo ra lần đầu tiên bởi một Nghị định của Đoàn chủ tịch Xô viết tối cao vào năm 1940, tương đương với cấp bậc Đại tướng, nhưng không được sử dụng cho đến năm 1944, khi Ivan Isakov và Nikolai Kuznetsov được thăng lên cấp bậc này.
Theo Kuznetsov, cấp bậc Đô đốc hạm đội đã được Stalin trao cho ông vào tháng 5 năm 1944.
"Vào năm 1944," Kuznetsov viết, "Stalin, khá bất ngờ đối với tôi, đã nêu lên vấn đề tại Đại bản doanh, về việc trao cho tôi cấp bậc quân sự cao hơn. Khi đó, chúng ta không có cấp bậc cao hơn đô đốc. Tôi báo cáo rằng hải quân nước ngoài có cấp bậc đô đốc hạm đội. [Vì vậy] đã quyết định lập ra cấp bậc đô đốc hạm đội, với bốn ngôi sao trên cấp hiệu cầu vai. Như thế, tôi đã được phong lên cấp bậc tiếp theo, trở thành Đô đốc hạm đội."
Ban đầu, cấp hiệu cầu vai năm 1944 của cấp bậc này được thể hiện bằng bốn "ngôi sao Nakhimov", xác định sự tương đương của nó với cấp bậc Đại tướng lục quân. Tuy nhiên, vào năm 1945, cấp bậc lại được tuyên bố là tương đương với cấp bậc Nguyên soái Liên Xô. Khi đó, cấp hiệu của nó đã được thay thế, thể hiện bằng một ngôi sao duy nhất, to hơn, trông giống với ngôi sao trên cấp hiệu cầu vai của Nguyên soái Liên Xô. Ngoài ra, cấp Đô đốc hạm đội không mang ngôi sao nguyên soái trang sức trên lễ phục. Vì vậy, từ năm 1945 đến 1962, không có cấp bậc trung gian tương đương với cấp đại tướng lục quân, giữa cấp Đô đốc (tương đương đô đốc 3 sao) và Đô đốc hạm đội (tương đương đô đốc 5 sao).
Năm 1948, Kuznetsov bị giáng 2 cấp xuống thành Chuẩn đô đốc. Tuy nhiên, ngay trước khi Stalin chết, Kuznetsov một lần nữa được phục hồi với tư cách là Đô đốc hạm đội. Với việc tạo ra cấp bậc Đô đốc Hải quân Liên Xô, cấp bậc Đô đốc hạm đội xem như bị bãi bỏ vào tháng 3 năm 1955. Kuznetsov và Isakov được phong quân hàm Đô đốc Hải quân Liên Xô mới toanh. Hai người cũng chính thức được trao ngôi sao nguyên soái 'lớn'.
Năm 1962, cấp bậc Đô đốc hạm đội được khôi phục lại như ở thứ hạng thấp hơn và là cấp bậc hải quân cao thứ hai (tương đương đô đốc 4 sao). Những người nắm giữ cấp bậc này được trao một ngôi sao nguyên soái nhỏ kể từ đó.
Từ năm 1962, thứ hạng các cấp bậc đô đốc trong Hải quân Liên Xô như sau:
- Tương đương bậc OF-10: Nguyên soái Liên Xô (Маршал Советского Союза) và Đô đốc Hải quân Liên Xô (Адмирал Флота Cоветского Cоюза)
- Tương đương bậc OF-9: Đại tướng lục quân (Генерал армии) và Đô đốc hạm đội (Адмирал флота)
- Tương đương bậc OF-8: Thượng tướng (Генерал-полковник) và Đô đốc (Адмирал)
- Tương đương bậc OF-7: Trung tướng (Генерал-лейтенант) và Phó đô đốc (Вице-адмирал)
- Tương đương bậc OF-6: Thiếu tướng (Генерал-майор) và Chuẩn đô đốc (Контр-адмирал)

Cấp bậc Đô đốc hạm đội được Liên bang Nga giữ lại sau năm 1991. Khác với Liên Xô, cấp bậc Đô đốc hạm đội là cấp bậc cao nhất trong Hải quân Liên bang Nga.

### Danh sách đô đốc hạm đội
Từ năm 1962 đến 1992, cấp bậc Đô đốc hạm đội từng được trao cho 10 sĩ quan hải quân sau:
1. Sergey Gorshkov - 28 tháng 4 năm 1962
2. Vladimir Kasatonov - 18 tháng 7 năm 1965
3. Nikolay Sergeyev - 30 tháng 4 năm 1970
4. Semyon Lobov - 28 tháng 7 năm 1970
5. Georgy Yegorov - ngày 5 tháng 11 năm 1973
6. Nikolay Smirnov - 5 tháng 11 năm 1973
7. Vladimir Chernavin - 4 tháng 11 năm 1983
8. Aleksey Sorokin - 16 tháng 2 năm 1988
9. Ivan Kapitanets - 4 tháng 11 năm 1989
10. Konstantin Makarov - ngày 4 tháng 11 năm 1989